# Johanne Kolstad
Johanne Kolstad (o Johanna; Nordre Land, 25 febbraio 1913 – Vang, 5 settembre 1997) è stata una saltatrice con gli sci norvegese.
Fu la principale interprete della specialità negli anni trenta. Realizzò una straordinaria progressione, portando il primato del mondo femminile da 31 metri nel 1931 fino a 72 metri nel 1938, misura che rimase imbattuta per oltre trent'anni.

## Biografia
Nata a Dokka, capoluogo del comune di Nordre Land, nel 1931 partecipò fuori gara a una competizione disputata sul trampolino Midtstubakken di Oslo, realizzando un salto di 31 metri che al tempo costituì il nuovo primato mondiale femminile non ufficiale superando quello marcato nel 1926 dalla connazionale Olga Balstad-Eggen (26 metri). In quell'occasione la Federazione sciistica della Norvegia contestò duramente la partecipazione femminile, definendola «fenomeno da circo», e il primato della Kolstad non fu omologato dalla Federazione Internazionale Sci perché all'epoca il salto con gli sci era ufficialmente riservato solo agli uomini, quindi non venivano registrati i risultati delle donne.
In seguito nello stesso anno si migliorò ulteriormente saltando prima 40 metri a Nydalen, poi 46,5 metri dal trampolino di Odnesbakken di Odnes, lo stesso su cui Birger Ruud, il miglior saltatore dell'epoca, era arrivato a 76,5 metri; nel 1932 a Trondheim raggiunse i 62 metri.
Per ottenere misure più lunghe, bisognava saltare da trampolini più grandi. Johanne Kolstad ebbe l'occasione di farlo negli Stati Uniti, dove fece tre tournée di esibizione nel corso degli anni Trenta. I III Giochi olimpici invernali, che si tennero nel 1932 a Lake Placid, avevano suscitato nel pubblico americano un grande interesse per gli sport invernali. Il salto con gli sci, in particolare, era assai popolare, e numerosi trampolini vennero costruiti in quel periodo. Johanne Kolstad diventò presto una grande attrazione e venne ribattezzata The queen of skis ("la regina degli sci").
Nella sua ultima esibizione americana realizzò anche la sua miglior misura personale: il 6 marzo 1938 saltò 72 metri a Berlin (New Hampshire). La sua misura rimase imbattuta per 34 anni, fino al 1972, quando un'altra norvegese, Anita Wold, raggiunse 80 metri.
Disputò la sua ultima gara nel 1940 sul trampolino Midtstubakken di Oslo, realizzando un salto di 70 metri.